# Nemo 33
Nemo 33 is het op drie na diepste zwembad ter wereld, na Deep Dive (60m) in Dubai, Deepspot (45,5m) in Polen en Y-40 Deep Joy (42m) in Italië. 
Nemo 33 ligt in Ukkel, in het Brussels Hoofdstedelijk Gewest in België.
Het diepste punt bevindt zich op 34,5 meter diepte maar er kan maar gedoken worden tot 33m. Het bad bevat 2,5 miljoen liter zeer gezuiverd bronwater zonder chloor. De gemiddelde temperatuur is 30 °C. Er zijn tevens verschillende onderwaterramen die bezoekers de mogelijkheid bieden om vanaf verschillende hoogtes naar het zwembad te kijken. Het bad werd ontworpen door de Belgische duikexpert John Beernaerts met de bedoeling om verschillende soorten duiklessen te geven, als recreatie en voor filmproducties.